# Батіжник західний
Батіжник західний (Psophodes occidentalis) — вид горобцеподібних птахів родини Psophodidae.

## Поширення
Ендемік Австралії. Вид поширений в західній і центральній частині материка від затоки Шарк до пустелі Сімпсона і басейну озера Ейр. Живе у посушливих та напівпосушливих районах із заростями чагарників.

## Опис
Тіло завдовжки 19-22 см та вагою 30-45 г. Тіло міцної статури з округлою головою, коротким, клиноподібним дзьобом, міцними ногами та довгим хвостом з квадратним кінцем. На голові є чубчик. В оперенні переважають відтінки коричневого кольору, на голові сіруватого кольору. Від дзьоба до очей проходить вузька чорна смужка. Груди і черево світло-сірого кольору, центральна частина живота білястого кольору. Хвіст темно-коричневого кольору, з білими краями. Дзьоб і ноги чорнуваті, очі темно-карі.

## Спосіб життя
Наземний птах, літає рідко та неохоче. Активний вдень. Трапляється поодинці або парами, рідше невеликими зграйками. Живиться комахами, на яких полює на землі, рідше насінням та ягодами. Моногамні птахи. Як правило, є два виводки на рік: один — з січня по березень і другий — з червня по вересень. Самиця займається будівництвом гнізда. Чашоподібне гніздо розташовується між гілками чагарників на висоті 1-3 м над землею. У кладці 2-3 синювато-коричнево-чорних яєць. Інкубація триває близько двадцяти днів. Насиджує лише самиця. Самець співпрацює з самицею під час вигодовування пташенят.